# Сергеев, Максим Вячеславович (шорт-трекист)
Максим Вячеславович Сергеев (род. 15 июля 1991) — белорусский шорт-трекист. Участник Олимпийских игр 2014 года и 2018 года на дистанции 1500 метров.

## Биография
Максим родился 15 июля 1991 года в Витебске в семье конькобежцев. Мать, Сергеева Людмила, первый тренер спортсмена и главный тренер национальной команды. Позже спортсмена тренировал отец, Вячеслав Сергеев. Максим закончил Белорусский государственный университет физической культуры по специальности тренер по конькобежному спорту. Увлекается игрой на электронной гитаре, любитель экстремальных видов спорта.

## Спортивная карьера
В 2014 году в Сочи Белоруссия впервые была представлена на Олимпийских играх в мужских соревнованиях по шорт-треку. Максим Сергеев в квалификации на дистанции 1500 метров показал 2 минуты 19,505 секунд и занял 5 место, не пройдя в полуфинал. На следующей Олимпиаде в Пхёнчхане Сергеев снова занял 5 место в квалификации, улучшив время до 2 минут 15,242 секунд и установив национальный рекорд.